# Тева Дурот
Тева Дурот (нар. 31 січня 1987) — таїтянський футболіст, воротар таїтянського клубу Пірае.

## Клубна кар'єра
3 2014 року виступає у складі клубу Пірае. На міжнародній арені дебютував 3 лютого 2022 року у матчі Клубного чемпіонату світу, де пропустив 4 м'ячі від еміратського клубу Аль-Джазіра.